# Die rollende Kugel (1919)
Die rollende Kugel ist ein deutsches Stummfilmdrama aus dem Jahre 1919 von und mit Rudolf Biebrach. In den Hauptrollen sind Ernst Hofmann und Martha Angerstein zu sehen. Der Geschichte liegen Motive von Fjodor Dostojewskis Roman Der Spieler zugrunde.

## Handlung
Russland, im 19. Jahrhundert. Der junge Wanja ist als Hauslehrer beim General Sagorianskij angestellt. Pauline ist seine Tochter. Beide jungen Leute verlieben sich rasch ineinander, doch diese Beziehung wird von dem alten General nicht geduldet, weil, so der Alte, Wanja als Lehrer nicht über die nötigen Mittel verfüge, seiner Tochter ein wohlanständiges Leben zu bieten. Auf Wanjas Frage, ob er zurückkommen dürfe, wenn er sich ein Vermögen angeeignet habe, erhält der Lehrer vom General die Zustimmung. Wanja sieht als einzige Möglichkeit, schnell an Geld zu kommen, in dem er ins Casino geht und am Roulettetisch alles riskiert. Tatsächlich hat er viel Glück und gewinnt große Summen. Sofort eilt der Verliebte zu seiner Pauline zurück, doch die hat sich in der Zwischenzeit anderweitig umgeschaut. Der vermögende und angesehene Marquis de Grillet, ein etwas älteres Semester als Wanja, macht ihr den Hof, und bald steht eine Verlobung ins Haus. Tief getroffen, beleidigt Wanja den adeligen Nebenbuhler und fordert den Marquis zum Spiel heraus. Der Einsatz soll Pauline sein.
Wer im Spiel gewinnt, bekommt das Mädchen, wer verliert scheidet freiwillig aus dem Leben. Wanja hat Glück, die Würfel fallen zu seinen Gunsten. Der ehemalige Hauslehrer verzichtet gnädigerweise auf eine Selbstopferung des Marquis, er sollte nur verschwinden. Doch diesmal hat Wanja mit seiner Werbung um Paulines Herz kein Glück. Angewidert von den Umständen, wie man um sie warb, weist sie Wanjas Ansinnen, sie zu seiner Frau machen zu wollen, brüsk zurück. Doch Wanja gibt nicht auf; ihr und ihres Vaters zu Ehren veranstaltet er ein großes Künstlerfest, zu dem Vater und Tochter Sagorianskij die Ehrengäste sind. Tatsächlich wollen der General und Pauline zu diesem Fest aufbrechen, da rafft ein Schlaganfall den Alten dahin. So geschieht es, dass Pauline stark verspätet auf dem Fest eintrifft. Sie trifft dort Wanja sterbend vor: auf einem Festwagen sitzend, hatte er auf sich mit einem Revolver geschossen, da er annahm, dass seine Traumfrau ihn erneut zurückgewiesen hätte. Die titelgebende rollende Kugel vom Roulettetisch hatte Wanja zwar Reichtum eingebracht, aber ein Liebesglück wurde ihm dadurch verwehrt. Und so sollte auch eine Kugel, diesmal im Pistolenlauf, sein Leben beenden.

## Produktionsnotizen
Die rollende Kugel entstand zum Jahresbeginn 1919 im UFA-Messter-Atelier in Berlin-Tempelhof, passierte im April 1919 die erste Zensur und wurde am 9. Mai desselben Jahres in Berlins Mozartsaal uraufgeführt. Die Filmlänge betrug 1919 1524 Meter und in der Fassung der Neuzensur vom 4. April 1921 zwischen 1424 und 1433 Meter, verteilt auf fünf Akte. Der Film wurde mit Jugendverbot belegt.

## Kritik
„Die Handlung entstammt Dostojewskyschen Motiven und wurde … glänzend inszeniert. Auch die Darstellung versenkte sich in den Geist des Dichters und läßt die handelnden Personen in entsprechender Anpassung an die russischen Originalcharaktere auftreten. Ernst Hofmann als Manja in vorzüglicher Disposition und beweglichem Spiel, das Ensemble in verständnisvoller Ergänzung angeschlossen. Der Gesamteindruck ist durch die Zusammenwirkung von dem interessanten Stoff, der gediegenen Ausstattung und den schönen Bildern auch der beste.“